# Dali (Unternehmen)
DALI (Akronym von Danish Audiophile Loudspeaker Industries) ist ein dänischer Hersteller von hochwertigen Hifi-Lautsprechern.

## Geschichte
Das Unternehmen wurde 1983 von Peter Lyngdorf als Hausmarke für den in Dänemark, Schweden und Norwegen aktiven Versandhandel Hi-Fi Klubben gegründet, um hochwertige Lautsprecher im mittleren Preissegment anzubieten.
1986 war das Modell DALI 2 der beliebteste Hi-Fi-Lautsprecher Dänemarks, da er für etwa die Hälfte des Preises vergleichbarer Modelle angeboten wurde. Die Produktion zog aus dem Privathaus Lyngdorfs in eine eigene Fabrik in Nørager, welche seitdem fünfmal erweitert wurde.
Seit Mitte der 1990er Jahre werden Dali-Produkte international vertrieben. Lenbrook Americas übernimmt seit 2019 den Vertrieb in Nordamerika. Stand 2023 sind Dali-Produkte weltweit in 65 Ländern erhältlich.
2008 errichtete Dali eine Fabrik im chinesischen Ningbo. 2018 wurden dort etwa 210.000 Lautsprecher hergestellt. Am dänischen Stammsitz wurden 40.000 Lautsprecher aus den besonders hochwertigen Produktlinien gefertigt. Außerdem befindet sich dort die Verwaltung, Entwicklung und Qualitätskontrolle.

### Innovation
1990 stellte Dali planare magnetostatische Hochtonlautsprecher vor, welche zusammen mit klassischen Hochtonlautsprechern ein hybrides Hochtonarrangement bilden, das deutlich verbesserte Tonqualität bietet, ohne dass dafür ein vollkommen neuer technologischer Ansatz entwickelt werden musste.
Die Innenkonstruktion der Lautsprecher besteht aus einer Holzfaser-Faden-Konstruktion, welche eine besonders sanfte Nachklang-Charakteristik besitzt und Interferenzen dämpft. Für die Gehäuse wurden außerdem eigene Holzschrauben entwickelt.
Seit Mai 2011 hält Dali zusammen mit dem dänischen Metallurgie-Unternehmen Sintex das Patent WO2012149938 für den Einsatz von Soft Magnetic Composits (SMC) zum Bau von Frequenzweichen, welche sich durch besonders geringe Verzerrung und Interferenzen auszeichnen.

## Produkte
DALI ist die älteste Produktlinie und umfasst typische Wohnzimmerlautsprecher, die sich durch hohe Verarbeitungsqualität bei vergleichsweise niedrigen Preisen auszeichneten. Mittlerweile wurde diese Linie in viele Modelle aufgeteilt, welche beispielsweise Standlautsprecher, Wandlautsprecher, Regallautsprecher, Subwoofer, Soundbars und Heimkino-/Surroundsysteme umfassen. Hinzu kommen Unterschiede in der Ausstattungsqualität, wie z. B. besonders hochwertige Holzverschalungen und kabelgebundene oder kabellose Steuersysteme.
Die Produktlinie KORE soll das oberste Qualitätssegment ansprechen. EPIKORE stellt das Bindeglied zwischen diesen Premiumprodukten und dem „normalen“ höherpreisigen Sortiment dar. Die Produktlinie OBERON wird hingegen gezielt für den oberen Massenmarkt entwickelt und soll so auch zur Kundengewinnung dienen.
MEGALINE wurde 1996 vorgestellt und umfasst Systeme zur Beschallung großer Räume, zum Beispiel Kinos und Veranstaltungssäle. Die Geräte sind oftmals über 2 Meter groß und wurden von Anfang an als Hybrid Line Arrays konzipiert. Das erste Modell wurde vielfach ausgezeichnet und 8 Jahre lang ohne weitere Änderungen produziert. 
Unter dem Namen IO vertreibt DALI kabelgebundene und kabellose Kopfhörer im oberen und obersten Preissegment, die aus der gleichen proprietären Holzfaser hergestellt werden wie die Standlautsprecher.
Stand 2017 stellte Dali jährlich insgesamt ca. 250.000 Lautsprecher her, von denen 93 Prozent exportiert wurden.
Hinzu kommen Peripherieprodukte wie Standfüße, Wandbefestigungen und Verstärker. 

### Aktuelle Modellreihen

#### Lautsprecher
- DALI KORE
- DALI EPIKORE
- DALI EPICON
- DALI RUBIKORE
- DALI RUBICON C
- DALI OPTICON MK2
- DALI OBERON
- DALI OBERON C
- DALI MENUET
- DALI FAZON
- DALI SPEKTOR
- DALI ALTECO
- DALI PHANTOM

#### Bluetooth Lautsprecher
- DALI KATCH
- DALI KATCH ONE (SOUNDBAR)

#### Kopfhörer
- DALI IO 4 / 6
- DALI IO 8
- DALI IO 12

### Plattenlabel
Dali betreibt seit 2007 ein gleichnamiges Label, welches ursprünglich Sammlungen akustisch besonders ansprechender Musikstücke vertrieb. Aufgrund des anhaltenden Interesses wurden später auch eigene Künstler und Gruppen gezeichnet. Das Label arbeitet nicht gewinnorientiert, sondern soll durch den Einsatz bester Technik und Profis möglichst hochwertige Musik produzieren. Außerdem soll es helfen, die dänische Musikszene international zu repräsentieren.
Mittlerweile gibt es zunehmend Kooperationen mit aufstrebenden Künstlern, welche die hochwertige Ausrüstung von Dali zur Aufnahme verwenden dürfen und im Gegenzug ihre Stücke für die Sammelalben zur Verfügung stellen und für Dali werben.

## Auszeichnungen
Das Unternehmen wurde von 2011 bis 2021 insgesamt acht Mal mit einem EISA-Award ausgezeichnet, zuletzt für die IO-6 Kopfhörer.
Von 2013 bis 2023 gewann es außerdem 22 Auszeichnungen der What-Hi-Fi?-Awards.